# Cholagogue
 (avril 2018).
Si vous disposez d'ouvrages ou d'articles de référence ou si vous connaissez des sites web de qualité traitant du thème abordé ici, merci de compléter l'article en donnant les références utiles à sa vérifiabilité et en les liant à la section « Notes et références ».
Une substance cholagogue (aussi appelée cholécystokinétique) a pour effet de faciliter l'évacuation de la bile vers l'intestin en provoquant une chasse biliaire à partir de la vésicule qui se vide en se contractant.
Le terme vient du grec ancien χολή / kholê, « bile » et ἀγωγός / agôgos de ἄγειν / agein, « qui conduit », ce mot signifie donc étymologiquement « qui conduit la bile ».

## Cholagogues végétaux
- Immortelle commune (Helichrysum stoechas)
- Eupatoire chanvrine (Eupatorium cannabinum)
- Absinthe (Artemisia absinthium )
- Hibiscus (fleurs) (Hibiscus sabdariffa)
- Sureau
- Polypode vulgaire (Polypodium vulgare)
- Boldo

(en) European Medicines Agency, « Assessment report on Polypodium vulgare L., rhizoma », Evaluation of Medicines for Human Use,‎ 2008, p. 1-22 (lire en ligne)

## Principes actifs
- Sorbitol
- Boldine